# Japan i olympiska vinterspelen 1936
Japan deltog med 31 deltagare vid de olympiska vinterspelen 1936 i Garmisch-Partenkirchen. Ingen av landets deltagare erövrade någon medalj.